# جيرمن إيستر
جيرمن إيستر (بالإنجليزية: Jermaine Easter)‏ (15 يناير 1982 بكارديف في المملكة المتحدة - ) هو لاعب كرة قدم بريطاني في مركز الهجوم. شارك مع منتخب ويلز لكرة القدم. أما مع النوادي، فقد لعب مع ستوكبورت كونتي وسوانزي سيتي وكامبريدج يونايتد وكريستال بالاس وكولتشستر يونايتد وميلتون كينز دونز ونادي ميلوول ووولفرهامبتون واندررز ونادي هارتلبول يونايتد ونادي بريستول روفيرز ونادي بليموث أرجايل وويكمب وندررز ونادي بوسطن يونايتد.

## وصلات خارجية
- جيرمن إيستر على موقع قاعدة بيانات كرة القدم.إي يو (الإنجليزية)
- جيرمن إيستر على موقع ناشيونال فوتبول تيمز (الإنجليزية)
- جيرمن إيستر على موقع Soccerbase.com (لاعب) (الإنجليزية)
- جيرمن إيستر على موقع Soccerway.com (الإنجليزية)